# CZTS
Le CZTS, de l'anglais copper zinc tin sulfide (sulfure de cuivre, de zinc et d'étain), est un composé chimique de formule Cu2ZnSnS4. Il s'agit d'un semiconducteur à gap direct constitué de cuivre, de zinc, d'étain et de soufre, et utilisé pour réaliser des cellules photovoltaïques en couches minces. Ces couches peuvent être déposées par diverses méthodes telles que la pulvérisation cathodique, l'évaporation sous vide, l'ablation laser et le dépôt chimique en phase vapeur.

## Propriétés
La structure cristalline du CZTS est semblable à celle de la stannite Cu2FeSnS4 et de la kësterite Cu2(Zn,Fe)SnS4 (les deux formes peuvent coexister), dans le système quadratique (tétragonal), avec le groupe d'espace I4 (no  82) et les paramètres cristallins a = 542,7 pm, c = 1 087,1 pm, Z = 2. Sous cette forme, la largeur de bande interdite est de l'ordre de 1,4 eV à 1,5 eV,. Il présente un intérêt particulier par rapport aux matériaux concurrents tels que le tellurure de cadmium CdTe et le CIGS CuInxGa1-xSe2 en raison de sa composition chimique, faite d'éléments abondants (il est dépourvu de tellure et d'indium) et non toxiques (il est dépourvu de cadmium). La rareté de l'indium et surtout du tellure sont de nature à compromettre la viabilité économique à long terme des filières à CdTe et à CIGS, tandis que les éléments utilisés par les cellules à CZTS sont très largement disponibles à la surface du globe.

## Fabrication
La production de cellules en CZTS se heurte à des difficultés pratiques liées à la grande volatilité de certains constituants comme le zinc et le sulfure d'étain(II) qui peuvent s'évaporer dans les conditions opératoires. Une fois le composé quaternaire CZTS formé, il tend encore à se décomposer en composés ternaires et binaires lorsqu'il est soumis à une température supérieure à 500 °C sous vide. Les couches actives en CZTS de meilleure qualité ont été obtenues par certaines méthodes de dépôt chimique en phase vapeur qui permettent d'opérer à des températures moins élevées et de s'affranchir des problèmes de volatilité des constituants du matériau.

## Développement et performances
Les cellules photovoltaïques en CZTS sont encore au stade expérimental. Des essais avec des matériaux comprenant également du sélénium permettent de moduler la largeur de bande interdite entre 1,3 eV pour le CZTS pur et 0,95 eV pour le CZTSe pur. Les laboratoires IBM ont atteint en 2010 avec de telles cellules de rendements de 9,6 % avec du soufre pur et de 9,3 % avec du sélénium pur, tandis que l'amélioration de la qualité des couches actives en CZTS a conduit en 2014 à des rendements de 12,0 % en laboratoire. L'entreprise japonaise Solar Frontier (en) de photovoltaïque à couches minces a annoncé en novembre 2013 avoir développé, conjointement avec les laboratoires IBM, des cellules solaires en CZTSSe affichant un taux de conversion d'énergie de 12,6 %.